# 里亚舒-迪圣安东尼奥
里亚舒-迪圣安东尼奥是巴西帕拉伊巴州的一个市镇。总面积91.322平方公里，总人口1406人，人口密度15.4人/平方公里。